# Conventie van Sintra

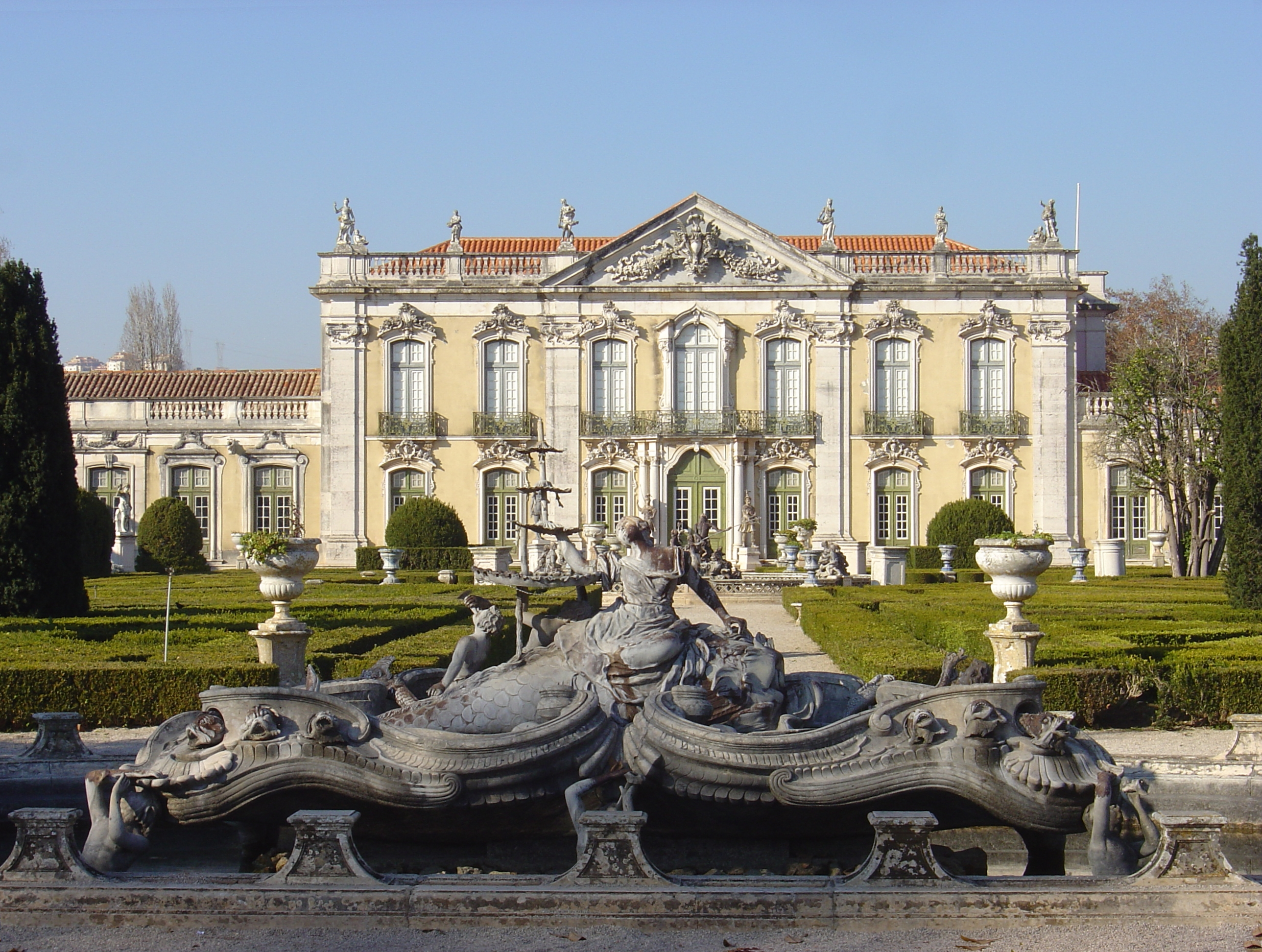
Het Paleis van Queluz, waar de Conventie van Sintra getekend werd

De Conventie van Sintra (ook wel Conventie van Cintra) was een wapenstilstand getekend op 30 augustus 1808 in het Paleis van Queluz, nabij Sintra, tussen de Franse en de Britse troepen in Portugal.
Het verdrag stond de Fransen toe zich eervol terug te trekken, ook al waren ze compleet verslagen. Dit leidde tot een groot schandaal in het Verenigd Koninkrijk – Britannia sickens ("Brittannië wordt er misselijk van") zoals Lord Byron later schreef. Een officiële enquête volgde, maar de Britse generaal Arthur Wellesley – de latere Hertog van Wellington – bleef gespaard en kon zijn strijd tegen Napoleon voortzetten, tot aan de beslissende Slag bij Waterloo.

## Achtergrond
In oktober 1807 tekenden de Franse keizer Napoleon en de Spaanse koning Karel IV een geheim verdrag (het Verdrag van Fontainebleau) waarbij ze besloten gezamenlijk Portugal aan te vallen en van de kaart te vegen. Kort daarna vielen Franse en Spaanse troepen Portugal binnen, en op 1 december stond de Franse bevelhebber, generaal Junot, in Lissabon.
Na acht maanden Franse bezetting brak in 1808 een opstand in Portugal uit, gevolgd door een landing van Britse troepen onder bevel van Wellington. De Portugese rebellen en Britse troepen versloegen de Fransen in de beslissende Slag bij Vimeiro op 21 augustus.

## Wapenstilstand
Met een grote overwinning in zicht wilde Wellington doorvechten en de Fransen tot een complete overgave dwingen. Inmiddels waren echter twee oudere Britse generaals, Harry Burrard en Hew Dalrymple, in Portugal gearriveerd en namen het Britse opperbevel van Wellesley over. De twee generaals hadden al 10 jaar niet gevochten en besloten tot een wapenstilstand. Na onderhandelingen tussen Dalrymple en de Franse generaal Kellermann kwam het tot een wapenstilstand van 48 uur, gevolgd door de Conventie van Sintra op 30 augustus. Wellington maakte duidelijk dat hij tegen de wapenstilstand was, maar werd door de andere twee generaals gedwongen om zijn goedkeuring aan het verdrag te verlenen.
Volgens het verdrag werden de ruim 25.000 Franse soldaten in Portugal door de Britse marine ingescheept en naar Frankrijk geëvacueerd. Ze mochten al hun wapens, uitrusting en persoonlijke eigendommen meenemen, waaronder alle in Portugal buitgenomen goederen. De Fransen kwamen 11 oktober aan in de Franse havenstad La Rochelle en waren in november alweer terug in Spanje om te assisteren bij de Franse bezetting van het land.

## Gevolgen

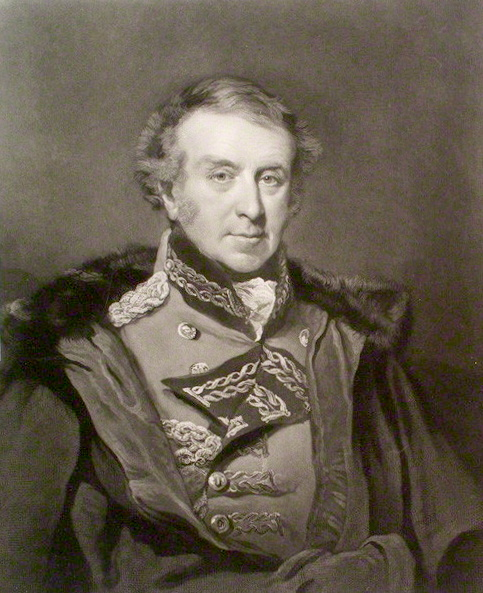
Generaal Hew Dalrymple nam de beslissing tot de wapenstilstand maar probeerde later Wellington de zwarte piet toe te spelen

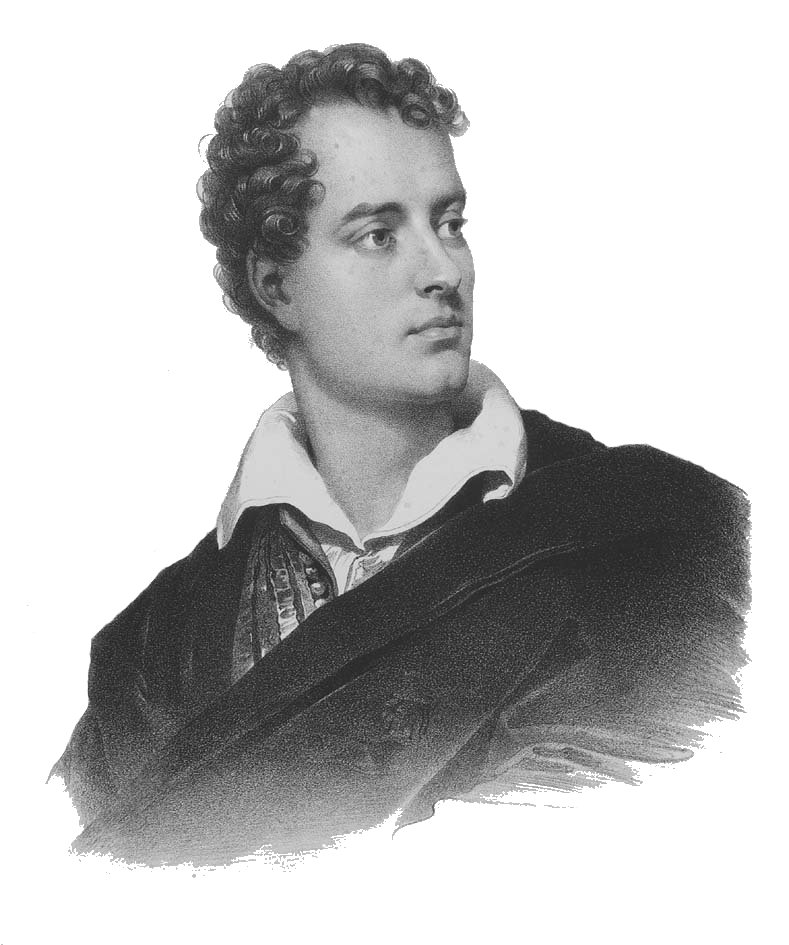
Britannia sickens, Cintra! at thy name, zo dichtte Lord Byron over het schandaal

De makkelijke manier waarop de Britten de Fransen aan een zware nederlaag hadden laten ontsnappen leidde tot een groot schandaal in het Verenigd Koninkrijk. Met een stroom van spotprenten en satirische gedichten werd het verdrag in de Britse pers belachelijk gemaakt. Wellington, Burrard en Dalrymple werden teruggehaald naar Londen voor een officiële enquête naar de omstandigheden, die van 14 november tot 27 december in Chelsea plaatsvond. Dalrymple deed een poging de schuld in Wellingtons schoenen te schuiven door in zijn rapporten de pijlen op Wellington te richten. Desondanks werden alle drie generaals uiteindelijk onschuldig bevonden, hoewel Dalrymple wel een officiële reprimande kreeg en zowel Burrard als Dalrymple hierna nooit meer een militair bevel kregen.
Wellington, die destijds ook in het Britse kabinet zat als Chief Secretary for Ireland, werd gespaard, waarmee een regeringscrisis vermeden werd. Wellington kreeg op 27 januari 1809 als enige generaal officieel dank van het Britse parlement voor de overwinning in de Slag bij Vimeiro en keerde terug naar Portugal om de strijd tegen de Fransen te hervatten. De periode dat Wellington in Londen was voor de enquête was toevallig dezelfde periode dat Napoleon in Spanje was. Ze misten elkaar dus en de twee zouden pas op het slagveld van Waterloo tegenover elkaar staan.
De Britse generaal John Moore, die het opperbevel in Portugal overnam, schreef over de enquête: "Sir Hew Dalrymple was in de war en minder in staat dan welke man ook om een leger te leiden. Zijn gehele gedrag destijds en sindsdien heeft aangetoond wat een ontzettende domme man hij is."
De dichter Lord Byron schreef in Childe Harold's Pilgrimage (1812-1818) over de schande die de Conventie van Sintra de Britse natie had berokkend:
And ever since that martial synod met,

Britannia sickens, Cintra! at thy name;

And folks in office at the mention fret,

And fain would blush, if blush they could, for shame.

How will posterity the deed proclaim!

Will not our own and fellow-nations sneer,

To view these champions cheated of their fame,

By foes in fight o'erthrown, yet victors here,

Where Scorn her finger points, through many a coming year?
Ook de dichter William Wordsworth schreef over de Conventie van Sintra, waaronder een politiek essay getiteld Concerning the Relations of Great Britain, Spain and Portugal…as Affected by the Convention of Cintra (1809).
Ondanks het verlies van eer had de Conventie van Sintra militair gezien wel voordelen voor de Britten. De stad Lissabon en alle Portugese forten kwamen onbeschadigd in Brits-Portugese handen, waardoor Portugal als geallieerde basis kon dienen tijdens de Spaanse Onafhankelijkheidsoorlog, de strijd tegen de Fransen op het Iberisch Schiereiland die tot 1814 zou voortslepen.

## Verder lezen
- Michael Glover, Britannia Sickens: Sir Arthur Wellesley and the Convention of Cintra. Londen, 1970.